# كالمار
كلمار (بالسويدية: Kalmar) تقع مدينة كلمار في منطقة سمولاند في الجنوب الشرقي من السويد على بحر البلطيق بتعداد سكان بلغ 36392 نسمة بحسب احصاء عام 2010 .
فيها مقر المقاطعة وهي عاصمة مقاطعة كلمار والتي تضم 12 بلدية بتعداد 233090 نسمة بحسب إحصاءات عام 2011
بين القرنين الثالث عشر والسابع عشر كانت كلمار من أهم مدن السويد كما كانت مقراً للأسقفية بين عامي 1602-1913 ولا تزال كاتدرائية كلمار تعتبر مثالاً رائعاً عن فن العمارة في تلك الحقبة.
أهمية كلمار بدأت بالانحسار بعد توقيع معاهدة 1658 لكنها عادت مع بداية عصر الثورة الصناعية في أوروبا مع بداية القرن التاسع عشر
كما تعتبر كلمار هي الطريق الرئيسي لجزيرة أولاند عبر جسر أولاند وهي مقر لجامعة لينوس .

## تاريخياً
بحسب أعمال التنقيب الأثري فقد سكن الإنسان منطقة كلمار منذ العصور القديمة «العصر الحجري - إنسان الكهف» فيما تشير المصادر التاريخية إلى نشوء المدينة في القرن الحادي عشر ميلادي، وبحسب الرواية الشعبية فقد تأسست المدينة عندما رسى الراعي النرويجي أولاف سانت بسفينته على شواطئ كلمار قادماً من مكان مجهول ما بين عامي 1255-1267 مما يجعل كلمار من أقدم المدن المعروفة في الدول الاسكندنافية
شهد القرن الثاني عشر بداية بناء قلعة المدينة وبرجها الدائري الذي خصص للحراسة والمراقبة واستمر العمل في بناء البرج حتى القرن الثالث عشر.
كان يوم 13 يوليو من عام 1397 يوماً مميزاً في تاريخ كلمار حيث تم التوقيع على معاهدة الاتحاد بين السويد النروج والدانمارك بدعوة من ملكة الدانمارك مارغريت تلك المعاهدة التي عرفت لاحقاً تحت اسم اتفاقية كلمار، وتم اختيار كلمار للاجتماع بسبب موقعها وقربها من الحدود الدانماركية في ذلك الوقت «محافظات بليكينج، هالاند وسكانيا، وكانت جزءاً من الدنمارك»، كما برز اسم كلمار في عدة حوادث تاريخية كان من أبرزها ما عرف باسم حمام الدم عام 1505
أعيد بناء قلعة كلمار على يد الملك غوستاف فاسا عام 1540 بشكلها الحالي وفي عام 1602 دخلت كلمار في ظل الأبرشية وبني فيها كاتدرائية زينت برسوم نيقوديموس تيتشينو الأكبر وافتتحت عام 1703.
عانت كلمار من حروب عدة، منها حرب 1611 والتي استمرت لثلاث اعوام وحرب سكانيان في عام 1670 وعانت قلعتها خلالهما من حصار خانق استمر ل 22 عام دون أن تسقط.
بعد معاهدة روسكيلد عام 1658 بدأت الأهمية الاستراتيجية لكلمار بالانحسار وخاصة بعد عملية ترسيم حدود الجنوب بين السويد والدانمارك التي جرت عام 1689 بعدها أنشأت السويد قاعدة بحرية في كارلسكرونا لتتخلى بذلك كلمار عن كونها أهم المواقع العسكرية في السويد.

## كاتدرائية كلمار
أُعيد بناء مدينة كلمار بعد أن دمرتها الحروب المتلاحقة في منطقة كافرن هولمن منتصف القرن السادس عشر وتم الانتهاء من أعمال البناء في عام 1658، وقد خططت لتكون مدينة محصنة وحديثة وفق قيم العمارة في ذلك الوقت، فبني في مركزها كاتدرائية كبيرة ودار للبلدية يفصل بينهما ساحة كبيرة.
عمل على تصميم الكاتدرائية نيقوديموس تيتشينو الأكبر والذي مثّل في تصميمها التفاعل المعقد بين أنماط الحياة المختلفة، بدأت أعمال البناء عام 1660 وتوفقت عدة مرات بسبب الحروب وتم الانتهاء منها في عام 1703.

## كلمار اليوم
في هذا الوقت تعتبر كلمار مدينة صناعية تتميز بصناعة المحركات القطارات والآلات الكبيرة، وكانت تمتلك حوضاً كبيراً لبناء السفن تأسس في عام 1679 ولكنه أغلق في عام 1981، كما افتتح فيها معمل لتصنيع سيارات فولفو والذي استمر العمل به بين عامي 1974-1994 .
في كلمار اليوم جامعة تضم أكثر من 9000 طالب وتضم مركز تيليا سونيرا للبحث العلمي.
بدأت كلمار بتنفيذ برنامج كامل للحد من استخدام الوقود الأحفوري وقامت شركة النقل العامة فيها بتركيب أجهزة كومبيوتر على الحافلات للحد من استهلاك الوقود واستطاعت توفير ثمن الأجهزة في العام الأول للتشغيل، تتطلع كلمار اليوم إلى تحويل إسطول النقل العام الخاص بها للعمل على الديزل الحيوي.
طرق الدراجات الهوائية شائعة جداً في كلمار وهناك عدد كبير من السيارات التي تعمل على الغاز الحيوي وتستخدم لمبات الصوديوم الموفرة للطاقة في إنارة الشوارع العامة.
في عام 2011 تم الانتهاء من بناء ملعب الطائر الذهبي وهو ملعب نادي كلمار لكرة القدم يتسع ل 12000 متفرج ويعتبر من أحدث ملاعب كرة القدم في السويد.

## المدن الشقيقة
تم توأمة كلمار مع تسعة مدن هي:
- أربورغ، Iceland
- آرندال، Norway
- إنتيبي، Uganda
- غدانسك، Poland
- كالينينغراد، Russia
- بانيفيزيس، Lithuania
- سافونلينا، Finland
- ويلمنغتون (ديلاوير), United States
- ويسمار، Germany

## وصلات خارجية
- بلدية كلمار - الموقع الرسمي
- Kalmar Municipality – Official site
- iKalmar – a شبكة اجتماعية for citizens of Kalmar
- Kalmar Castle
- Kalmar City نسخة محفوظة 20 ديسمبر 2014 على موقع واي باك مشين. – pictures from nightlife in Kalmar
- University of Kalmar نسخة محفوظة 2 يناير 2006 على موقع واي باك مشين.
- CityRapporten نسخة محفوظة 10 فبراير 2006 على موقع واي باك مشين. – local publication about Kalmar

قالب:Localities in Kalmar Municipality
قالب:Kalmar County
قالب:Swedish Seats
قالب:30 most populous cities of Sweden